# 제임스 밴 플리트
제임스 올워드 밴 플리트(James Alward Van Fleet, 1892년 3월 19일~1992년 9월 23일)는 제2차 세계 대전과 한국 전쟁에 참전한 미국 육군 장성급 장교 출신이자, 정치인 겸 외교관이며, 예편 이후 작가 겸 기업가로도 활약하였다.

## 생애

### 성장 및 교육 배경
제임스 밴 플리트는 뉴저지주 포트 리의 Coytesville 지역에서 태어났지만, 유아 시절 부모와 함께 플로리다로 이사갔다. 밴 플리트는 플로리다주 Bartow의 Summerlin Institute 고등학교를 다녔다. 1911년 졸업 후 밴 플리트는 뉴욕주 웨스트 포인트의 미국 육군사관학교에 입학했다. 그는 웨스트 포인트에서 육군을 대표하는 미식 축구 팀원이었으며 1914년 무패로 팀을 이끈 탁월한 풀백이었다. 밴 플리트의 1915년 미국 육사 졸업생 동기 가운데 장군이 된 사람들이 여럿 나왔기 때문에, 후일 역사가들은 이들을 "별이 쏟아진 학번"이라고 불렀다. 동급생 가운데에는, 후일 미국 34대 대통령이 된 드와이트 D. 아이젠하워와 미국 육군 5성 장군이 된 오마 브래들리(Omar Bradley) 등이 있다. 졸업 후 그는 미 육군 보병 소위로 임관했다.

## 군사 경력

### 육사 졸업 후
제1차 세계 대전 중, 그는 존 J. 퍼싱 장군하에 미국 원정군의 일원으로 대대 지휘관을 지냈다. 밴 플리트는 미국 플로리다 대학(University of Florida)의 미 육군 ROTC 프로그램의 선임 장교로 근무하면서, William G. Kline을 돕기 위해 1923년과 1924년에 플로리다 대학 게이터스 축구 팀의 수석 코치로 일했다. 게이터스 축구 팀은 12-3-4 (.737) 기록을 세워 전국적으로 알려졌다.

### 제2차 세계 대전
제2차 세계 대전 중 밴 플리트는 제 8 보병 연대를 3년간 지휘하면서 유럽 전선에 참여, 1944년 6월 D-day 노르망디 상륙작전에서 유타 해변에 연대의 상륙을 지휘했다. 미 육군 참모총장 조지 마샬 (George Marshall) 장군은 밴 플리트와 비슷한 이름을 가진 유명한 알코올 중독자였던 다른 장교와 잘못 혼동하여, 이 탁월한 장교의 승진을 저지했다.
유럽 통합 지휘관으로 임명된 아이젠하워가 마샬 장군에게 그의 실수를 알렸고, 얼마 후 밴 플리트는 사단장 및 군단 지휘관으로 승진했다. 1945년 3월 17일 George S. Patton 장군의 3군에 속했던 미 육군 3군단장으로 John Millikin 장군의 후임 사령관이 되었다.

### 제2차 세계 대전 이후
1946년 밴 플리트는 트루만 독트린의 집행자로 그리스에 파견되어, 그리스 정부와 250명의 군사 고문단에 조언했고, 4억 달러의 군사원조를 관리하여 그리스 내전 종식에 기여했다. 그리스 북부 도시 카스토리아 (Kastoria)의 중앙 광장에 여러 해 밴 플리트 장군의 흉상을 볼 수 있었고, 이후 2007년 해당 흉상은 새 동상으로 교체되었다.
밴 플리트는 1950년 8월 10일부터 1951년 4월 11일까지 미 육군 제2군 총사령관을 지냈다.

### 한국 전쟁 참전
이미 지난 1945년 8월 15일 당시 미 육군 제3군단장으로 명성이 드높았던 밴 플리트 장군 또한, 이후 한국전 당시에는 미8군 사령관으로, 당시 역대 유엔군 사령관이었던 매슈 리지웨이 장군과 클라크 장군, 이 둘의 명령을 오롯이 수행했다. 1951년 4월 11일 밴 플리트는, 맥아더 원수가 미국으로 귀임하게 되면서 맥아더 원수와 함께 미국으로 귀임을 떠나게 된 매슈 리지웨이 장군의 후임으로 부임한 클라크 장군의 명을 받아, 미8군사령관으로 한국전에 참가하게 된다. 그리고 1951년 4월 14일 이후 그는, 리지웨이 미8군사령관과 클라크 유엔군사령관의 전략을 모두 이어 받아, 숫적으로 우세였던 중국 공산군과 북한 인민군에 맞서는 작전에서도, 본인이 직접 미8군을 지휘했다.

#### 현리 전투와 한국군의 작전지휘권
1951년 5월, 중공군의 5월 공세로 오마치 고개가 중공군에게 점령당해 현리 전투에서 당시 유재흥이 지휘하던 대한 육군 제3군단은 전체가 포위되었다. 이에 군단장 유재흥은 부군단장을 군단장 대리로 지정한 후 경비행기를 이용해 포위망 밖으로 도주, 3군단은 지휘통제가 불가능해져 와해 상황이 되었다. 이에 따라 3군단은 사단장 이하 지휘관들이 지휘를 포기하고 계급장을 제거한 후 전체 병력이 개별적으로 무질서하게 후퇴했다. 현리전투의 결과, 3군단은 병력의 30%와 중장비의 70%를 잃었고, 이로 말미암아 한국군 장성의 작전지휘 능력은 철저하게 불신받게 되었다. 당시 유엔군 사령관이었던 밴 플리트 미8군 사령관은 한국군의 제1군단을 제외한 모든 군단 사령부를 해체하고 일체의 작전지휘권을 미군 장성들에게만 부여하는 특단의 조치를 하였다.

#### 휴전과 전역 (1953)

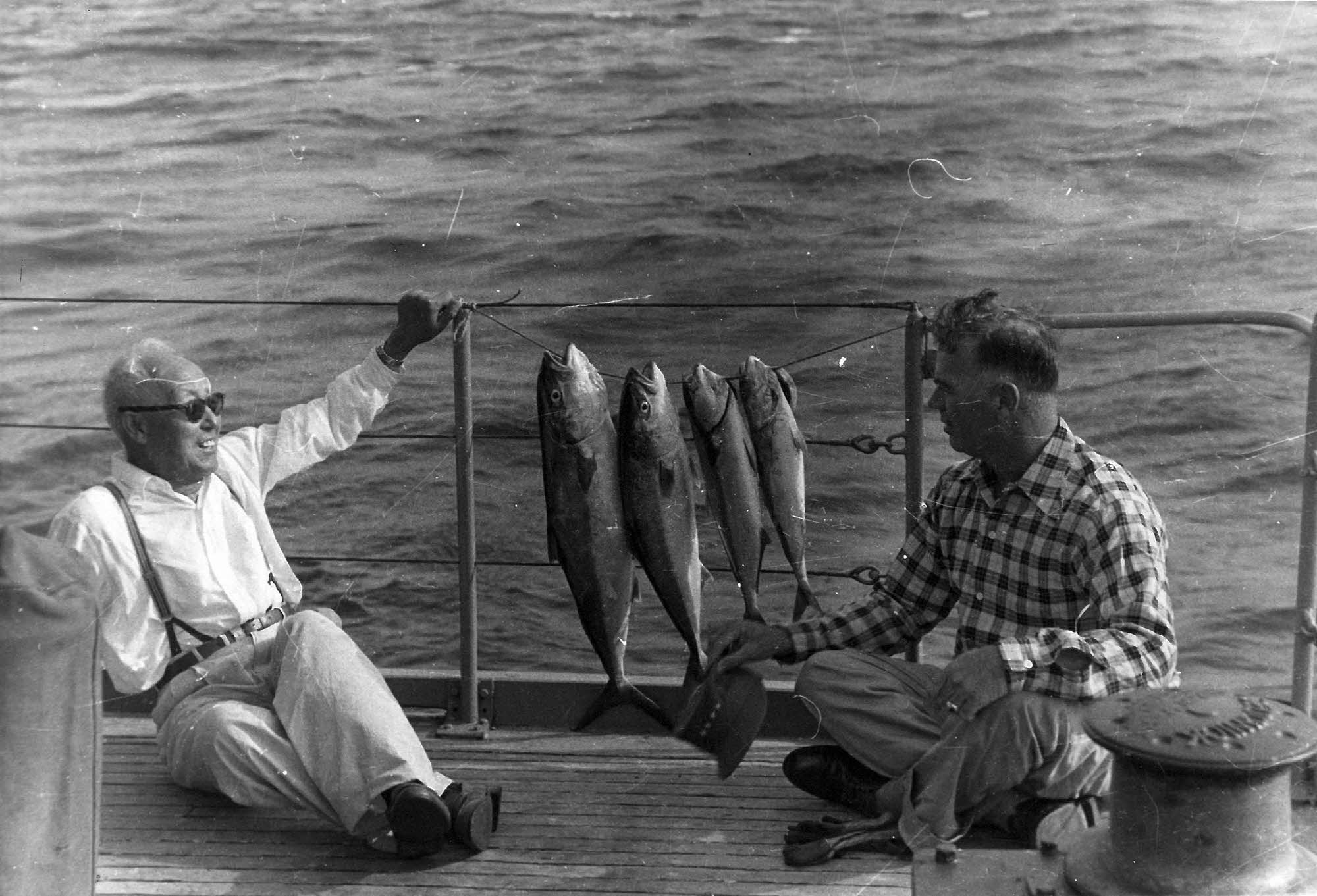
1953년, 휴전을 앞두고 이승만 대통령과 제임스 밴 플리트 미8군 사령관이 낚시를 하며 이야기를 나누고 있다.

전쟁이 막바지에 이르자 미국 정부는 협상을 통한 전쟁 종식을 발표했다. 이승만 대통령은 단호하게 휴전을 거부했다. 밴 플리트 장군도 같은 생각이었다.
| “ | 만약 이번에 공산주의자들이 대가를 치르지 않고 휴전에 성공하면 민주국가들, 특히 미국은 수 세기 동안 악몽에 시달리게 될 것입니다. | ” |

하지만, 밴 플리트 장군은 자신의 힘으로 전쟁의 양상을 바꿀 수 없다는 것을 깨닫고 전역을 결심했고 2월 12일 한국을 떠났다.

### 한국에 대한 기여
한국 재임 중 1952년 4월 미국 공군 장교로 B-26 폭격기 조종사였던 결혼 후 10년만에 얻은 외아들    제임스 밴 플리트 2세 대위가 작전 중 실종되었고, 러시아의 포로로 사망하여 2년이 지나 전사자로 처리되었다. 재임 기간 중 대한민국 육군사관학교의 설립과 건물을 신축하는 등, 4년제 육군 사관학교를 통해 대한민국 육군의 전력 강화에 기여했다. 현재 대한민국 육군사관학교에는 앞쪽에 있던 밴 플리트 장군의 동상이 뒤편 서 있고, 미국에서 지어준 가장 오래된 육사 도서관이 새로운 도서관으로 다시 세워졌고 육사 박물관에는 한국 육군 사관학교의 발전을 바란다는 장군의 개인 편지가 전시되어 있다.

### 전역 이후 및 사후에 미친 영향
1953년 3월 31일 벤 플리트 장군의 전역식에서 해리 트루먼 전직 미국 대통령은 "밴 플리트 장군은 지금까지 내가 본 가운데 가장 최고의 장군이었다 ... 나는 그를 그리스에 보내 그 전쟁에서 승리했다. 나는 그를 한국에 보내 그 전쟁에서 승리했다"고 말했다. 일생동안 밴 플리트에게는 3 개의 Distinguished Service Crosses (용감한 전투에서 2 번째로 높은 상) 훈장, 8 개의 은성 훈장, 3 개의 동성 훈장, 3 개의 (전투에서 받은 부상으로 받는) Purple Hearts 훈장이 수여 되었는데, 이때 밴 플리트는 일반 보병 병사라면 누구나 가슴에 가지고 있는 전투 보병 배지를 가장 소중한 소유물로 여겼다. 그는 1953년 7월 26일, What 's My Line의 에피소드에 출연했다.

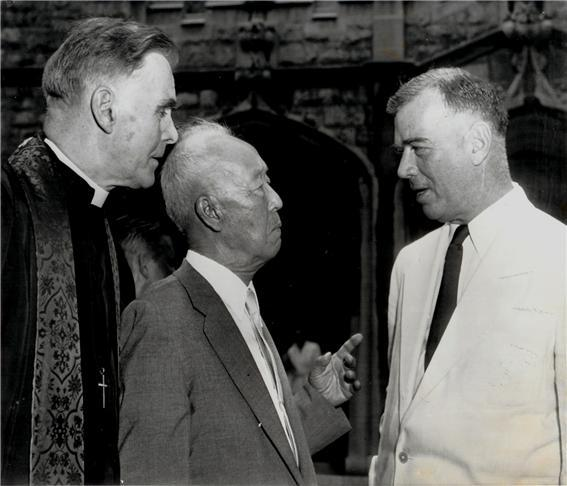
1954년 8월, 이승만 대통령이 미국 국빈 방문 중 독립 운동 시기 다녔던 파운드리 감리 교회에서 미국 상원 원목 프레드릭 해리스 목사와 한국 육군의 아버지 밴 플리트 장군을 만나고 있는 모습.

1954년 7월 28일, 미국을 국빈 방문한 이승만 대통령은 대한민국 대통령으로는 처음으로 미 상하원 양원 회의에서 영어로 연설하면서, "1951년, 밴 플리트 장군이 미 제8군을 지휘하기 위해 한국에 왔다...그는 한국 청년들을 제주도, 광주, 논산, 기타 여러 곳에 모으고 주한 미 군사고문단의 장교들을 보내 주야로 훈련시켰다. 수개월도 지나지 않아 한국 청년들은 전선에 보내졌으며 경이로운 성과를 올렸다. 오늘날 이렇게 훈련받은 군대는 아시아를 통틀어 최강의 반공군으로 알려졌으며 한국 전선의 3분의 2 이상을 담당하고 있다. 그래서 한국인은 밴 플리트 장군을 '한국군의 아버지'라고 부른다"고 말했다.

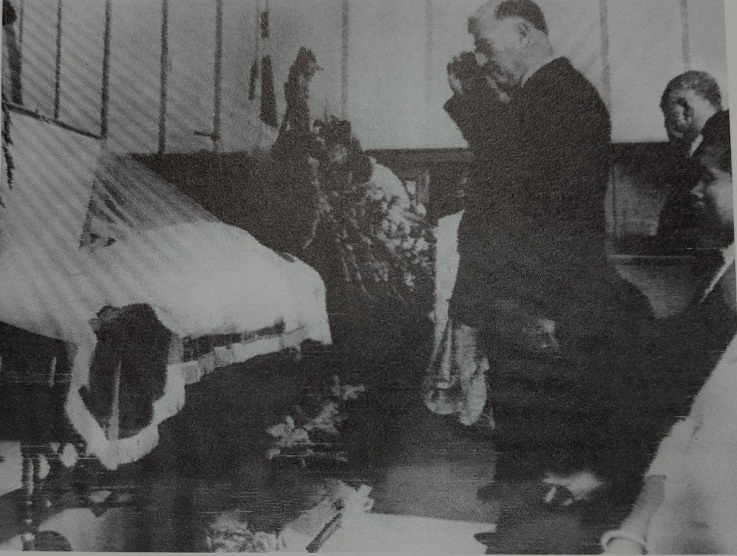
1965년 7월 21일, 밴 플리트 장군은 이승만의 유해를 실은 미군 특별기에 동승하여 한국으로 와 마지막 가는 길을 전송하기도 했다.

1957년 밴 플리트는 "양국의 문화, 목적, 이상, 예술, 과학 및 산업에 대한 정보를 이해와 공감을 통해" 미국과 한국 두 나라 국민의 우애 증진에 헌신할 코리아 소사이어티를 뉴욕 시에 설립하는데 깊이 관여 했다.
울산 미포조선소에 1974년 도크를 건설해도 수주받은 배가 없다는 말을 듣고 그리스에 가서 선박을 수주하도록 지원하였다.
밴 플리트는 1992년 9월 23일 플로리다주 포크 시티 근교에 있는 목장에서 잠을 자다가 사망했다. 1992년에 100 번째 생일 축하 몇 달 후였다. 사망 당시 미국에서 가장 나이가 많은 장성이었던 그는 알링턴 국립 묘지 7구역에 안장되었다.
그의 사후 얼마 되지 않아 코리아 소사이어티는제임스 A 밴 플리트 상을 제정하여, 매년 한 - 미 관계를 더욱 공고히 한 사람에게 표창해 왔다. 또 그를 기념하기 위해, 플로리다 포크 시티에서 마블로 연결되는 트레일이 제임스 밴 플리트 장군 주 트레일로 명명되었다. 플로리다 대학(University of Florida)은 1946년 장군에게 명예 박사 학위를 수여했고, 미 공군, 육군 및 해군 ROTC 프로그램이 있는 군대 과학 건물을 밴 플리트 홀로 명명했다. 밴 플리트는 1971년 "명예 우승자"로 플로리다 체육 대학 명예의 전당에 이름을 올렸다. 1998년에 플로리다 역사가 및 다른 컨설턴트 패널은 밴 플리트를 20 세기의 가장 중요한 플로리다 주민 50명 가운데 한 사람으로 지명했다.
밴 플리트 사후 조지 C. 마셜 재단 (George C. Marshall Foundation)은 장군의 기록물을 기증 받았으며, 마셜 장군의 기록물에 이어 두 번째로 큰 재단 소유의 논문 컬렉션이다. 한편 밴 플리트 장군은 미술 수집가이기도 했는데, Samuel P. Harn 미술박물관에 많은 희귀하고 예외적인 아시아 예술품들을 기증했다.
밴 플리트와 그의 부인 헬렌 무어 밴 플리트(1892-1984) 부부 사이에 3명의 자녀, 8명의 손주 및 12명의 증손자가 있다.

## 상훈
- 태극무공훈장 (1951-11-27)
- 건국훈장 대한민국장 (1953-01-26)
- 국민훈장 무궁화장 (1959-09-25)
- 수교훈장 광화장 (1972-04-25)

## 같이 보기
- 밴 플리트상
- 밴 플리트 특명보고서(en:Report of Van Fleet Mission to Far East, 밴 플리트 극동사절단 보고서)
- 평화선(이승만 라인)
- 대마도 분쟁
- 러스크 서한
- 코리아 소사이어티
- 도널드 그레그
- 더글러스 맥아더
- 조지프 스틸웰
- 윌리엄 F. 딘
- 아이젠하워
- 아놀드 아치볼드